# Amelanchier integrifolia
Amelanchier integrifolia là loài thực vật có hoa trong họ Hoa hồng. Loài này được Boiss. & Hohen. mô tả khoa học đầu tiên năm 1843.